# Командир на кораб
Командир на кораб – длъжност във Военноморския флот на СССР и Русия.

## Задължения
Командира е пряк началник на целия личен състав на кораба.
Той е едноначалник, съгласно Корабния Устав на Военноморския флот на Руската Федерация, отговаря:
- а) за бойната и мобилизационна готовност на кораба;
- б) за изпълнението от кораба на поставените задачи, използването на въоръжението и технически средства, отбраната и защитата на кораба;
- в) за бойната подготовка;
- г) за възпитанието, военната дисциплина и морално-психологическото състояние на екипажа, вътрешния ред и организация на службата на кораба, окомплектоването на кораба с личен състав, подбора и разпределението на кадрите;
- д) за безопасността на плаването и управлението на маневрите на кораба;
- е) за състоянието и опазването на корпуса на кораба, оръжието и техническите средства, боеприпасите, горивото и другите материални средства;
- ж) за организацията на използването на отделения ресурс и гориво, за своевременното техническо обслужване на оръжията и техническите средства на бойните части и служби;
- з) за подготовката на личния състав за борба за живучест (оцеляване) на кораба, изправност и готовност за действие на всички средства за подсигуряване на живучест;
- и) за санитарното състояние, финансовата и стопанската дейност на кораба;
- к) за съблюдаване на действащия правен режим в морските пространства и правилата за взаимоотношения с чуждестранни военни кораби и власти;
- л) за осигуряване на ядрената и радиационната безопасност на кораба с ядрена енергетична установка и предотвратяване на радиоактивно замърсяване отвъд пределите на корпуса на кораба.

Командира на кораба е задължен да познава всички свойства на кораба си, да натрупва опит при управлението му с изменяне на тактико-техническите елементи, вследствие получени повреди или възникнали неизправности, да бъде готов за ръководене на справянето с бойни и аварийни повреди; да взема всички необходими мерки за спасяване на кораба в случай на авария. В обстановка, поставяща кораба под гибелна заплаха, командира на кораба е задължен своевременно да вземе решение за напускането на кораба от личния състав. След като се убеди в невъзможността да се спаси кораба, командира взема решение за напускането на кораба от пътниците и екипажа. Самият той е задължен да напусне кораба последен.

## В авиацията
Командир на кораб – щатно име на длъжност във военната авиация на РФ (в смисъл на – командир на екипажа на въздухоплавателен съд), за летателни апарати с тегло при излитане над 40 тона (също именувани в. съдове /кораби/, а не самолети) – в транспортната, бомбардировъчната авиация и мн. др. Името е свързано с разликите в структурата на щата и някои отличия в наименованията на длъжностите, обусловени именно за леки и тежки летателни апарати. Например, в изтребителната авиация на РФ тежкия прихващач МиГ-31 се води „кораб“, тъй като неговата маса при излитане е 46 тона, съответно командира на екипажа му официално е „командир на кораба“.
В СССР дадения термин също се използва в системата на „Аерофлот“ по отношении командирите на въздухоплавателните съдове.